# Gaine tendineuse carpienne

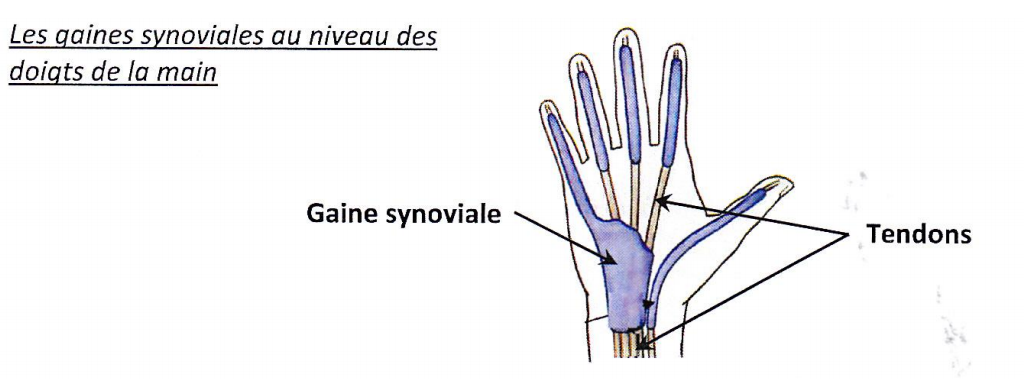
Schéma des gaines synoviales de la main

Les gaines tendineuses carpiennes sont les gaines tendineuses qui accompagnent les tendons dans la région carpienne.
Elles se répartissent en trois gaines tendineuses carpiennes palmaires :
- la gaine du tendon du muscle long fléchisseur du pouce,
- la gaine du tendon du muscle fléchisseur radial du carpe,
- la gaine commune des tendons des muscles fléchisseurs de la main ;

et en six gaines tendineuses carpiennes dorsales :
- la gaine tendineuse des muscles long abducteur et court extenseur du pouce,
- la gaine tendineuse des muscles extenseurs radiaux du carpe,
- la gaine du tendon du muscle long extenseur du pouce,
- la gaine tendineuse des muscles extenseur des doigts et extenseur de l'index,
- la gaine du tendon du muscle court extenseur du petit doigt,
- la gaine du tendon du muscle extenseur ulnaire du carpe.

## Gaines tendineuses carpiennes palmaires
Les gaines tendineuses carpiennes palmaires (ou gaines séreuses carpiennes ou gaines palmaires des fléchisseurs) sont trois gaines annexées aux tendons des muscles fléchisseurs des doigts au niveau du canal carpien.
La gaine latérale accompagne le tendon du muscle long fléchisseur du pouce.
La gaine médiale accompagne les tendons des muscles fléchisseurs superficiel et profond des doigts de la main.
La gaine moyenne accompagne le tendon du muscle fléchisseur radial du carpe.

### Gaine du tendon du muscle long fléchisseur du pouce
La gaine du tendon du muscle long fléchisseur du pouce démarre entre trois et quatre centimètre au-dessus du bord supérieur du rétinaculum des fléchisseurs pour se terminer au niveau de la gaine du tendon du pouce avec laquelle elle communique souvent pour former la gaine digito-carpienne latérale.

### Gaine commune des tendons des muscles fléchisseurs de la main
La gaine commune des tendons des muscles fléchisseurs de la main (ou gaine digito-carpienne interne ou gaine cubitale ou gaine synoviale digito-carpienne interne) accompagne les tendons des muscles fléchisseurs profond et superficiel des quatre derniers doigts au niveau palmaire et accompagne les tendons fléchisseurs du cinquième doigt dans sa partie digitale.
Elle commence par un cul-de -sac supérieur situé quatre centimètre au-dessus du bord supérieur du rétinaculum des fléchisseurs.
Elle se termine en se rétrécissant vers le tendon du cinquième pour se prolonger dans celui-ci où elle communique souvent avec la gaine digitale du cinquième doigt formant la gaine digito-carpienne médiale.

### Gaine du tendon du muscle fléchisseur radial du carpe
La gaine du tendon du muscle fléchisseur radial du carpe (ou gaine séreuse du muscle grand palmaire) est annexée au tendon terminal du muscle fléchisseur radial du carpe entre l'articulation radio-carpienne et l'insertion terminale du tendon. Elle est en contact avec la face postérieure du tendon du muscle fléchisseur profond des doigts destiné à l’index.

## Gaines tendineuses carpiennes dorsales

### Gaine tendineuse des muscles long abducteur et court extenseur du pouce
La gaine tendineuse des muscles long abducteur et court extenseur du pouce accompagne le tendon du muscle long abducteur du pouce et le tendon du muscle court extenseur du pouce au niveau du poignet.
Elle débute par son cul-de-sac supérieur au-dessus du bord supérieur du rétinaculum des muscles extenseurs de la main et se termine par un cul-de-sac inférieur au niveau de l'articulation médio-carpienne.

### Gaine tendineuse des muscles extenseurs radiaux du carpe
La gaine tendineuse des muscles extenseurs radiaux du carpe (ou gaine séreuse des muscles radiaux) accompagne les tendons des muscles long extenseur radial et court extenseur radial du carpe dans leur gaine ostéo-fibreuse.
Elle débute par son cul-de-sac supérieur au-dessus du bord supérieur du rétinaculum des muscles extenseurs de la main et se termine par un cul-de-sac inférieur au niveau de l'articulation médio-carpienne.

### Gaine du tendon du muscle long extenseur du pouce
La gaine du tendon du muscle long extenseur du pouce débute par son cul-de-sac supérieur au-dessus du bord supérieur du rétinaculum des muscles extenseurs de la main et se termine au niveau de l'os trapèze.
Elle croise en arrière et communique avec la gaine tendineuse des muscles extenseurs radiaux du carpe.

### Gaine tendineuse des muscles extenseur des doigts et extenseur de l’index
La gaine tendineuse des muscles extenseur des doigts et extenseur de l’index accompagne les tendons du muscle extenseur commun des doigts de la main et le tendon du muscle extenseur de l'index.
Elle se termine par trois cul-de-sac au niveau des trois métacarpiens médians.

### Gaine du tendon du muscle court extenseur du petit doigt
La gaine du tendon du muscle court extenseur du petit doigt accompagne le tendon du muscle court extenseur du petit doigt jusqu'à la partie moyenne du cinquième métacarpien.

### Gaine du tendon du muscle extenseur ulnaire du carpe
La gaine du tendon du muscle extenseur ulnaire du carpe accompagne le tendon terminal du muscle extenseur ulnaire du carpe jusqu'à son insertion métacarpienne.